# Групова збагачувальна фабрика «Комсомольська»
Групова збагачувальна фабрика «Комсомольська» — збудована за проєктом інституту «Дондіпрошахт» у 1975 році. Виробнича потужність — 4500 тис. тонн на рік.
Фабрика призначена для збагачення газового та жирного вугілля для коксування. Разом з тим передбачено виділення крупного сорту для комунально-побутових потреб. Технологічна схема двосекційна, глибина збагачення 0 мм: важкосередовищні сепаратори для класу 13—150 мм, відсаджувальні машини для класу 0,5—13 мм, флотація для збагачення шламу та регенерації оборотної води. Зважаючи на утруднену флотовність шламу, проєктом передбачалася флотація двома стадіями з перечисткою частини флотоконцентрату. Для пониження вологи концентрату в схемі фабрики застосовані барабанні сушарки. Для відходів флотації (мулів) споруджено мулонакопичувач.
Місцезнаходження: м. Мирноград, Донецька обл., залізнична станція Покровськ.